# Impact

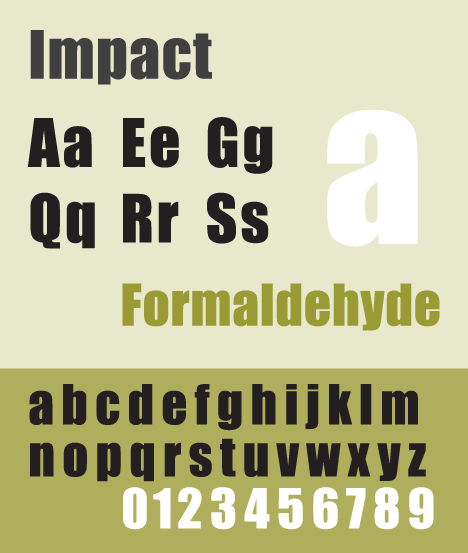

Impact é uma família tipográfica sem serifa (sans-serif) desenvolvida no ano de 1965, por um designer de Wimbledon chamado Geoffrey Lee. A fonte foi desenvolvida para a fundição de tipos inglesa Stephenson Blake, que a lançou comercialmente e detinha seus direitos.
Mais recentemente, tem sido usado extensivamente em macro imagens ou memes da Internet.
Suas principais características são suas linhas ultra-grossas, convivendo com um espaçamento entrelinhas muito comprimido e um espaço interior mínimo, que são intencionalmente destinadas para gerar impacto, assim como sugere seu nome. Outra característica marcante da Impact é sua altura-x, que é bem alta e possui quase três quartos da altura total de suas ascendentes, que por sua vez são bem curtas em relação à altura-x da fonte. Suas descendentes são ainda mais curtas que as ascendentes.
A Impact é muito similar a outra família tipográfica chamada Haettenschweiler, e ambas são constantemente comparadas a uma versão condensada e mais pesada da famosa fonte Helvetica, a Helvetica Inserat. Ela também faz parte do pacote de fontes Core Fonts For The Web, distribuído pela Microsoft. É uma fonte desenvolvida para ser usada em títulos, manchetes ou início de textos, não sendo recomendado o seu uso em corpo de texto.

## Exemplo de Impact
O parágrafo seguinte está escrito em Impact, caso esteja instalada no seu computador, senão é utilizada o tipo de letra monospace.

Design é um termo da língua inglesa que se refere a um determinado esforço criativo, seja bidimensional ou tridimensional, segundo o qual se projetam objetos ou meios de comunicação diversos para o uso humano. A tradução em português é portanto "projeto" e não "desenho", da qual é um falso cognato. Por este fato, ela é às vezes erroneamente traduzida como "desenho", mas não se refere diretamente ao ato de desenhar. Devido à influência da literatura inglesa e à baixa qualidade de algumas traduções, é comum encontrar nos países de língua portuguesa a palavra original, de forma que o profissional que trabalha na área de design (i.e. o projetista) é comumente chamado de designer.

ABCDEFGHIJKLMNOPQRSTUVWXYZ

abcdefghijklmnopqrstuvwxyz

1234567890

Exemplos de caracteres

IPA: /ɪgˈzɑːmpəl əv aɪpiːˈeɪ tɹɑːnˈskɹɪpʃən/.

Caracteres árabes: العربية.

Caracteres hebraicos: עברית.

Caracteres cirílicos: Кирилица.

Caracteres gregos: Ελληνικά.